# Zoltán Várkonyi

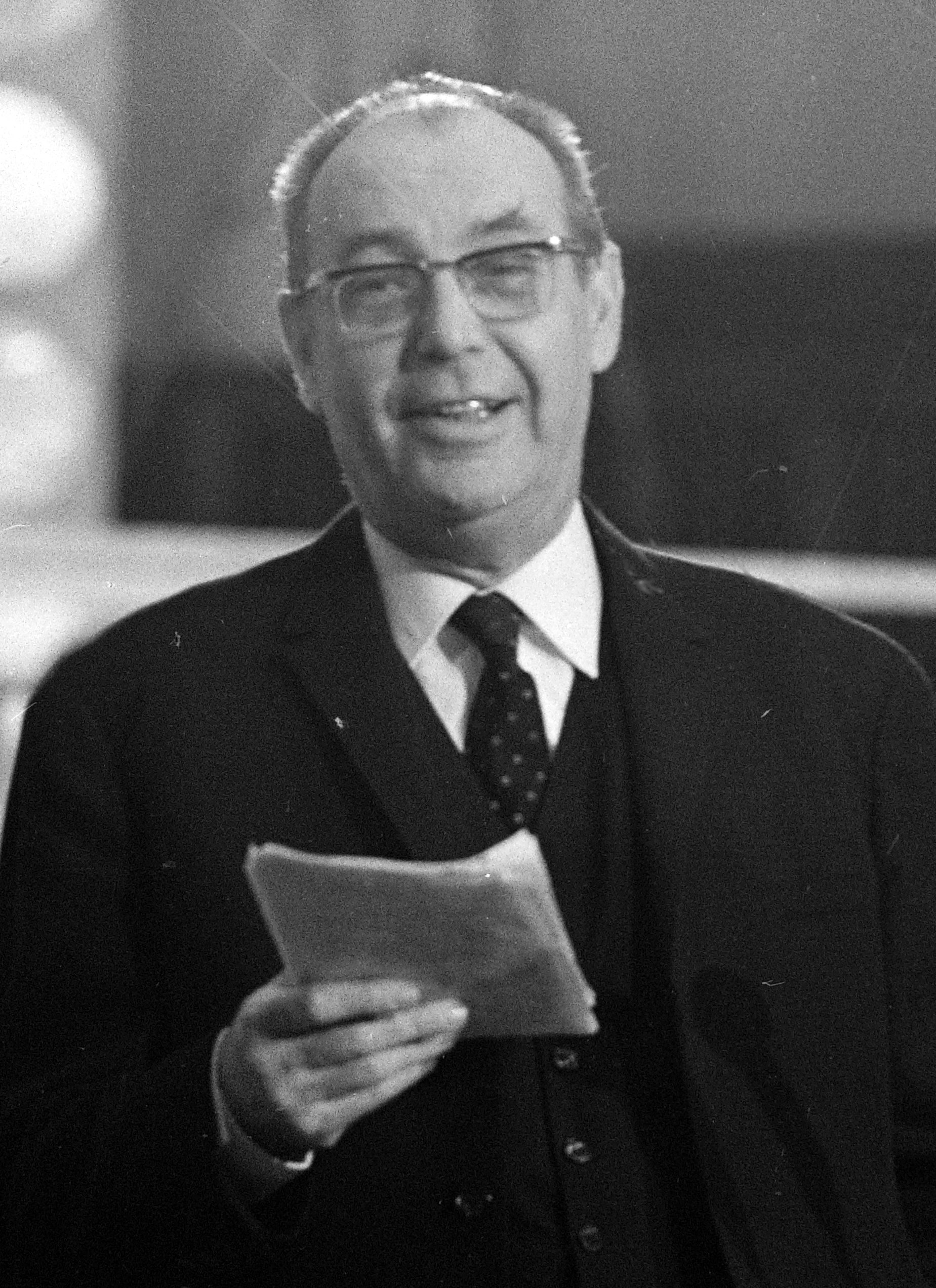
Zoltán Várkonyi (1966)

Zoltán Várkonyi (* 13. Mai 1912 in Budapest, Österreich-Ungarn; † 19. April 1979 ebenda) war ein ungarischer Filmregisseur, Drehbuchautor, Hochschullehrer und Schauspieler sowie eine der wichtigsten Personen des ungarischen Kulturlebens im 20. Jahrhundert.

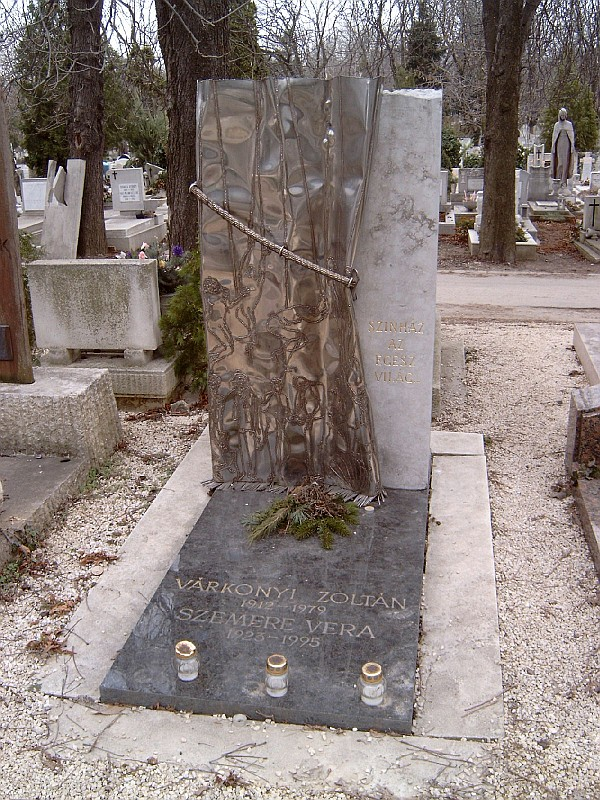
Várkonyis Grab auf dem Farkasréti temető in Budapest

## Leben
Er absolvierte eine Schauspielausbildung an der Hochschule für Theaterkunst in seiner Heimatstadt. 1934 debütierte er am dortigen Nationaltheater und übernahm im selben Jahr seine erste Filmrolle. 1941 wechselte er an das Madách-Theater.
Kurz nach Kriegsende gründete er sein eigenes Künstlertheater Müvész Színház, wo er vor allem Stücke zeitgenössischer Autoren aufführte. Er unterrichtete ab 1949 an der Budapester Theater- und Filmhochschule (Színművészeti Akadémia), die er ab 1972 auch führte. Seine Schüler waren unter anderem Sándor Pécsi, Vera Sennyei und Zoltán Latinovits. 1971 wurde er Verwaltungsdirektor der Komödienbühne Vígszínház, wo er zugleich als Theaterregisseur arbeitete. 
Seine Regiearbeiten gestaltete er regelmäßig mit einer klar prokommunistischen Tendenz. Várkonyi hat aktiv beim Aufbau des Ungarischen Fernsehens mitgewirkt. Zweimal bekam er den Kossuth-Preis.

## Filmografie (Auswahl)

### Schauspieler
- 1934: Meseautó
- 1938: Fekete gyémántok
- 1944: Kétszer kettő
- 1945: Aranyóra
- 1948: Tűz
- 1948: Forró mezők
- 1953: Föltámadott a tenger
- 1965: A kőszívű ember fiai
- 1966: Geschichte meiner Dummheit (Butaságom története)
- 1966: Egy magyar nábob
- 1966: Kárpáthy Zoltán
- 1967: Tanulmány a nőkről
- 1968: Sterne von Eger (Egri csillagok)
- 1968: Az aranykesztyű lovagjai
- 1969: Történelmi magánügyek
- 1976: Fekete gyémántok

### Regisseur
- 1956: Keserű igazság
- 1959: Sakknovella
- 1960: Attentat im Morgengrauen (Merénylet)
- 1963: Foto Haber
- 1965: A kőszívű ember fiai
- 1966: Die Fehde der Geier (Egy magyar nábob)
- 1966: Die Vergeltung (Kárpáthy Zoltán)
- 1968: Sterne von Eger (Egri csillagok)
- 1976: Fekete gyémántok